# Ais (Droma)
Ais de Diés (en francès Aix-en-Diois) és un municipi francès del departament de la Droma, a la regió d'Alvèrnia-Roine-Alps.